# Oregina

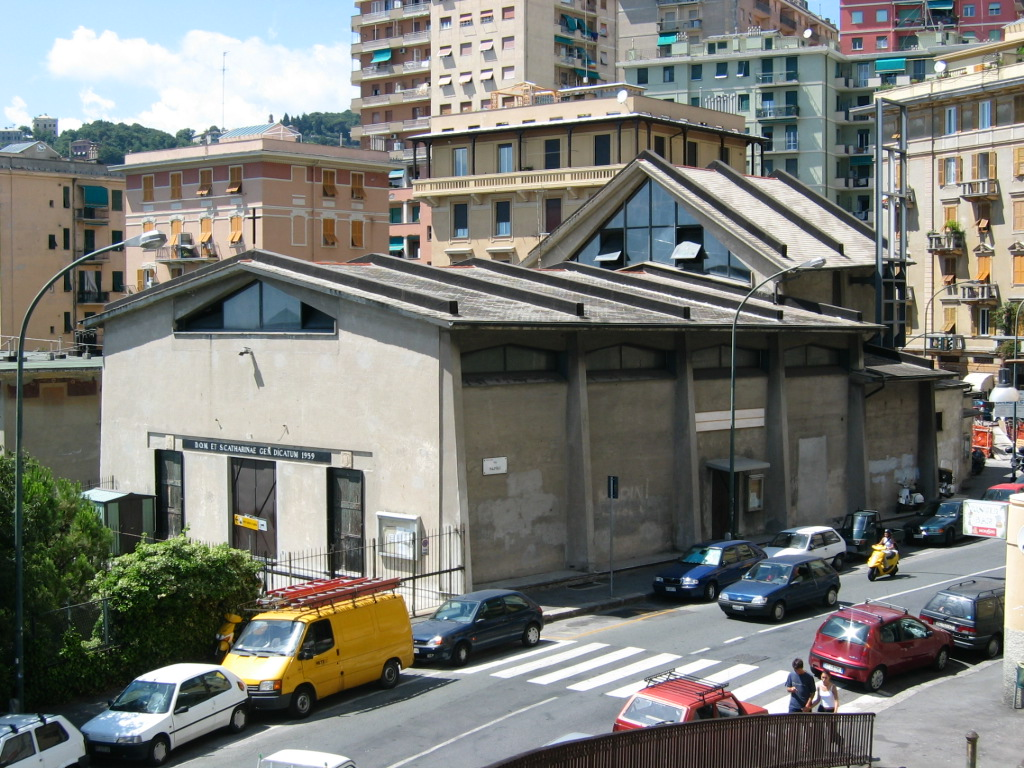
Die Kirche S. Caterina da Genova im Viertel Oregina

Oregina ist ein Stadtteil der italienischen Hafenstadt Genua.
Das Viertel gehört zum Munizip I Centro Est und war ehemals im Verwaltungsbezirk Oregina-Lagaccio einbezogen. Seine Einwohnerzahl beläuft sich auf 12.845 Bewohner.
Oregina gehört zum historischen Stadtteil (italienisch: Sestiere) San Teodoro und liegt auf den Anhöhen über der Zone Principe-Lagaccio. Das Viertel wird von der Salita Oregina durchquert, einem klassischen urbanen Hohlweg, der vom Bahnhof Piazza Principe zum Santuario Nostra Signora di Loreto führt.

## Geschichte
Zu Anfang des 20. Jahrhunderts war Oregina hauptsächlich von landwirtschaftlichen Nutzflächen geprägt, welche in der Nachkriegszeit des Zweiten Weltkriegs von rapide errichteten Wohnhäusern verdrängt wurden. Zwischen den Straßen Via Balestrazzi und Via Napoli bis zu den Straßen Via Paleocapa und Via Vesuvio wurden in kürzester Zeit eine Reihe von Mehrfamilienhäusern errichtet. Die Wohnraumschaffung war durch die explosionsartige Bevölkerungsentwicklung, ausgelöst durch den wirtschaftlichen Aufschwung der Stadt, nötig geworden. Tausende Arbeiter waren aus dem wirtschaftsschwachen Süden Italiens in die ligurische Hauptstadt gezogen.